# Arboucave
Arboucave là một commune của tỉnh Landes ở Aquitaine tây nam nước Pháp.